# Rivière Crooked (Labrador)
La rivière Crooked (anglais : Crooked River) ou Nipissiu-shipiss (désignation des Innus) est une rivière d'environ 58 km de long, affluent en rive gauche de la rivière Naskaupi, située à l'est de la péninsule du Québec-Labrador, au Labrador dans la province canadienne de Terre-Neuve-et-Labrador.

## Description
La source la plus lointaine de la rivière Crooked se situe sur un plateau boisé au centre-est du Labrador dans un petit lac sans nom situé à environ 395 mètres d'altitude (54° 18′ 58″ N, 60° 10′ 34″ O). Le ruisseau coule dans un paysage de tourbières à travers plusieurs lacs vers l'ouest avant de rejoindre l'est du très vaste lac Nipishish situé à 242 mètres d'altitude (54° 12′ 57″ N, 60° 38′ 45″ O).
Le lac Nipishish, d'une superficie de 10 100 hectares, est situé sur un plateau aride, caractérisé par des affleurements rocheux et une croissance forestière rabougrie. Il draine un vaste bassin à l'ouest, au nord et à l'est. Un affluent au nord-est draine successivement les lacs Otter (ou Kaiashtiniamishkau), Minisinakwa (ou Kaiashtiniamishkasht) et Washkagama avant de rejoindre l'ouest du lac Nipishish (54° 09′ 55″ N, 60° 55′ 54″ O).
La rivière Crooked débute à l'exutoire à l'extrême sud du lac Nipishish (54° 06′ 23″ N, 60° 49′ 20″ O), avec un parcours vers le sud traversant une série de lacs entrecoupés de rapides et chutes. Elle se jette dans un lac alimenté par un abondant affluent venu du nord par une chute (54° 03′ 26″ N, 60° 45′ 29″ O). La rivière poursuit son parcours à la sortie du lac vers le sud avec un cours unique entrecoupé de rapides, grossie de modeste affluents venus des deux rives, abondante rivière atteignant plusieurs dizaines de mètres de large. Elle fait un coude vers l'ouest (53° 55′ 22″ N, 60° 46′ 17″ O), se dirige vers le sud-ouest avec un chute haute de 3,7 mètres (53° 55′ 06″ N, 60° 47′ 38″ O) puis à nouveau vers le sud (53° 54′ 14″ N, 60° 49′ 29″ O) au milieu d'un plateau boisé où les dépôts glaciaires dispersés ont produit un terrain bosselé avec la présence d'eskers, les tourbières et les lichens se trouvent dans les zones mal drainées. Elle forme un petit lac (53° 53′ 00″ N, 60° 50′ 25″ O) avec une section inférieure marquée par plusieurs méandres marqués, coulant parallèlement à la rivière Naskaupi située à quelques centaines de mètres à l'ouest. La rivière a formé des bras-morts, avec une boucle située à seulement quelques dizaines de mètres de la rivière Naskaupi (53° 50′ 27″ N, 60° 51′ 00″ O), avec un cours calme avant la confluence à moins de 10 mètres d'altitude (53° 47′ 50″ N, 60° 50′ 30″ O) où les eaux sombres de la rivière Crooked se mêlent progressivement aux eaux plus claires et limoneuses de la large rivière Naskaupi jusqu'à l'embouchure dans une baie au nord-ouest du lac Grand (Grand lac) (53° 46′ 44″ N, 60° 50′ 37″ O). L'ancien lit de la rivière Crooked à l'est marqué par un bras mort (53° 47′ 19″ N, 60° 50′ 02″ O) indique que la rivière se jetait par le passé directement dans le lac Grand parallèlement à la rivière Naskaupi. 
Le lac Grand, d’origine glaciaire, s'étire en son centre sur environ 54 kilomètres de long du nord-ouest vers le sud ouest se deverse par de larges rapides dans le lac Little (Petit lac) au niveau de la mer et séparé du lac Melville (Lake Melville) par la presqu'île sur laquelle est bâtie North West River reliée à Sheshatshiu au sud par un pont passant au dessus de la rivière North West.
Le lac Melville est relié par l'estuaire de Hamilton Inlet à la mer du Labrador.

## Hydrologie
La rivière Crooked draine une superficie de 2 391 km2, alimentée par 25 affluents.
Le bassin versant de la rivière Crooked borde le bassin versant de la rivière Naskaupi situé à l'ouest.
Le débit moyen à la confluence de la rivière Naskaupi n'est pas connu. Les débits mensuels les plus élevés se produisent généralement pendant la fonte des neiges, en mai et juin.

## Faune piscicole
Les espèces de poissons signalées dans la rivière Crooked comprennent le meunier noir, le meunier rouge, l'omble de fontaine, l'omble chevalier et le saumon atlantique (forme d'eau douce ouananiche).
L'étude de Murphy et Porter (1974) a rapporté que la seule série de chutes du système, située au km 30,6 (53° 55′ 06″ N, 60° 47′ 38″ O), était aisément surmontable par des poissons anadromes.

## Flore
Le bassin versant est couvert de forêts d'épinette noire et de sapin baumier.

## Histoire
La rivière inférieure est large et peu profonde et a été canotée par Wallace (1907) et Scott (1933) lors de leurs voyages respectifs à l'intérieur du Labrador.

## Occupation humaine
Le bassin de la rivière Crooked est situé dans une région isolée ne comptant aucun habitant permanent.
La ville de North West River se situe à 55 kilomètres au sud-est de l'embouchure de la rivière Crooked dans la rivière Naskaupi (53° 32′ 02″ N, 60° 09′ 24″ O).
La région intérieure n'est accessible qu'en hydravion ou en canoë.